# Woensel
Woensel, parfois Woensel en Eckart, est une ancienne commune de la province du Brabant-Septentrional, Pays-Bas, aujourd'hui intégrée à la commune d'Eindhoven. Le 1er janvier 1920, la commune Woensel en Eckart fut annexé par Eindhoven.
Aujourd'hui, Woensel est scindé en deux quartiers, Woensel-Noord au nord et Woensel-Zuid au sud. Au 1er janvier 2004, Woensel-Noord avait 66.126 habitants, Woensel-Zuid en avait 35.010. Woensel est traversé par le Dommel.

## Personnalités
- Killer Kamal, rappeur néerlandais, y a grandi
- Boef, rappeur néerlandais, y a grandi